# Fokker D.VI
Il Fokker D.VI fu un caccia monoposto biplano prodotto in piccola serie dall'azienda tedesco imperiale Fokker-Flugzeugwerke negli anni dieci del XX secolo.
Derivato da una serie di prototipi sviluppati tra la fine del 1917 e l'inizio del 1918, entrò in servizio nei reparti della Luftstreitkräfte, la componente aerea del Deutsches Heer (l'esercito imperiale tedesco), durante le ultime fasi della prima guerra mondiale ma, rivelatosi inferiore al contemporaneo Fokker D.VII, la sua produzione venne interrotta in favore di quest'ultimo e relegato principalmente al ruolo di difesa del territorio e per la formazione dei piloti da caccia.

## Storia del progetto
Nel corso del 1917 l'Idflieg emise una specifica per la fornitura di una nuova classe di caccia che prevedeva una configurazione alare triplana, conseguenza della superiorità tecnica offerta dal britannico Sopwith Triplane riscontrata in fase di combattimento dagli equipaggi tedeschi schierati sul fronte occidentale. Il modello si rivelò dotato di una maggiore manovrabilità e velocità di salita degli apparecchi tedeschi, quindi per tentare di riequilibrare le forze in campo, l'Idflieg richiese alle varie aziende aeronautiche di fornire dei prototipi che sarebbero stati in seguito valutati.
Tra le aziende che risposero al concorso, la Fokker avviò la sperimentazione su un nuovo modello affidandolo a Reinhold Platz, da poco divenuto capo progettista, che disegnò una serie di prototipi dalla fusoliera realizzata in tecnica mista ed identificati dall'azienda con una "V", abbreviazione del tedesco Versuchmachine (macchina sperimentale), seguita dal numero progressivo di prototipo, in questo caso il V.3. Lo sviluppo del V.3, che arrivò in seguito alla produzione in serie come Fokker Dr.I portato alla notorietà come modello utilizzato da Manfred von Richthofen, il "Barone Rosso", diede anche origine ad una serie di altri prototipi caratterizzati dalla diversa velatura e motorizzazione.
Tra questi vi fu il V.9, un velivolo che abbinava la motorizzazione e la fusoliera del Dr.I ad una configurazione alare biplana caratterizzata dall'ala superiore, montata alta a parasole, collegata all'inferiore, montata bassa a sbalzo, da una coppia di montanti a "V", uno per lato. Allo stesso tempo veniva sviluppato parallelamente il V.11 che si differenziava per l'adozione di un motore raffreddato a liquido ed il caratteristico radiatore frontale di tipo automobilistico, per la diversa posizione sull'asse longitudinale delle due ali alla ricerca dei necessari equilibri e per la raffinatezza tecnica che prevedeva l'assenza di tiranti in cavetto d'acciaio e l'inserimento dei cavetti deputati a muovere le superfici di controllo. Il V.11 venne valutato con altri modelli nel gennaio 1918 risultandone vincitore e fruttando alla Fokker un contratto di fornitura con la designazione Fokker D.VII.
Tuttavia alla Fokker credevano nello sviluppo della versione biplana a motore radiale e dato che il motore adottato dal D.VII aveva presentato qualche problema, unitamente alla constatazione che le prestazioni in velocità massima non erano del tutto soddisfacenti, continuarono a sperimentare la soluzione tecnica in due distinti prototipi che differivano solo nella motorizzazione, il V.13/1 equipaggiato con un rotativo Oberursel U.III, un 14 cilindri doppia stella evoluzione dell'Oberursel U.0 accreditato di 145 PS (equivalente al Gnome 14 Lambda-Lambda) ed il V.13/2 motorizzato con un Siemens-Halske Sh.III da 160 PS.
Al termine delle prove, anche con l'intento di fornire un'alternativa al D.VII nel caso si fossero presentati problemi, venne anche questo presentato alla commissione Idflieg ed accettato con l'identificazione di Fokker D.VI. Tuttavia l'indisponibilità dei propulsori provati costrinsero la Fokker a ricorrere al più affidabile rotativo Oberursel UR.II, un 9 cilindri equivalente al Le Rhône 9J accreditato di 110 PS. La priorità decretata al modello D.VII ridusse la quantità richiesta a circa 60 esemplari.

## Tecnica

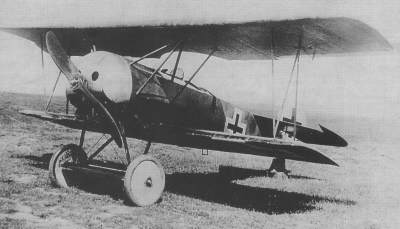
Il Fokker D.VI da un'altra angolazione.

Il Fokker D.VI conservava l'aspetto convenzionale dei modelli da caccia del periodo: biplano, monomotore, monoposto con carrello fisso.
La fusoliera, di sezione rettangolare e realizzata in tecnica mista con tubi d'acciaio saldati ricoperti da pannelli in legno, era caratterizzata dal singolo abitacolo aperto destinato al pilota. Posteriormente terminava in un impennaggio classico monoderiva di forma circolare dotato di piani orizzontali completamente mobili che integravano le funzioni degli equilibratori.
La configurazione alare era biplana con ala superiore ed inferiore di ugual misura, quest'ultima leggermente spostata verso coda, collegate tra loro da una coppia di montanti per lato ed integrate da tiranti in cavetto d'acciaio.
Il carrello d'atterraggio era fisso, molto semplice, montato su una struttura tubolare al di sotto della fusoliera, dotato di ruote di grande diametro collegate da un asse rigido ed integrato posteriormente con un pattino d'appoggio.
La propulsione era affidata ad un motore Oberursel UR.II, un rotativo nove cilindri posti su un'unica fila, raffreddato ad aria, capace di erogare una potenza pari a 110 CV (81 kW), posizionato all'apice anteriore della fusoliera racchiuso da un cofano metallico ed abbinato ad un'elica bipala in legno a passo fisso.
L'armamento consisteva in due mitragliatrici LMG 08/15 calibro 7,92 mm poste davanti all'abitacolo che, sincronizzate, consentivano di sparare senza conseguenze attraverso il disco dell'elica.

## Impiego operativo
Il successo del Fokker D.VII privò il D.VI della visibilità che la bontà del progetto poteva garantirgli, tuttavia gli esemplari vennero dirottati alle scuole di volo deputate alla formazione dei piloti da caccia divenendo il più avanzato aereo da addestramento in dotazione alla Luftstreitkräfte; venne inoltre utilizzato come caccia per la difesa aerea del territorio.
Risulta inoltre che 7 esemplari, nell'agosto 1918, vennero acquisiti dalla k.u.k. Luftfahrtruppen, l'aviazione militare dell'Impero austro-ungarico.

## Utilizzatori
Austria-Ungheria
- k.u.k. Luftfahrtruppen

operò con sette esemplari acquisiti nell'agosto 1918.
 Germania
- Luftstreitkräfte